# Nowogród Bobrzański
Nowogród Bobrzański (in tedesco Naumburg am Bober) è un comune urbano-rurale polacco del distretto di Zielona Góra, nel voivodato di Lubusz.
Ricopre una superficie di 259,41 km² e nel 2004 contava 9 280 abitanti.